# Symboles LGBT
Pour un article plus général, voir Culture LGBT.

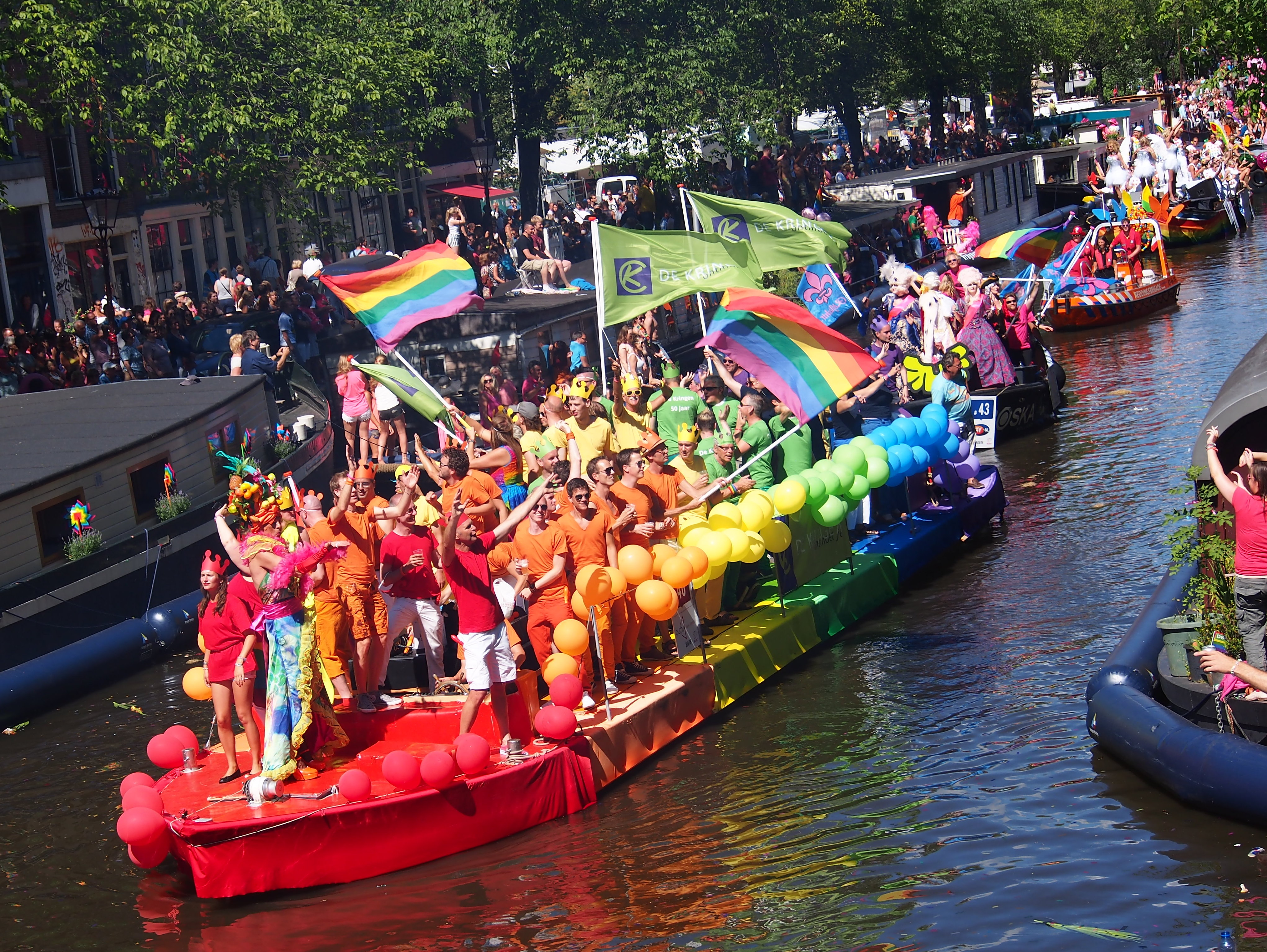
Un des bateaux de la 2013.

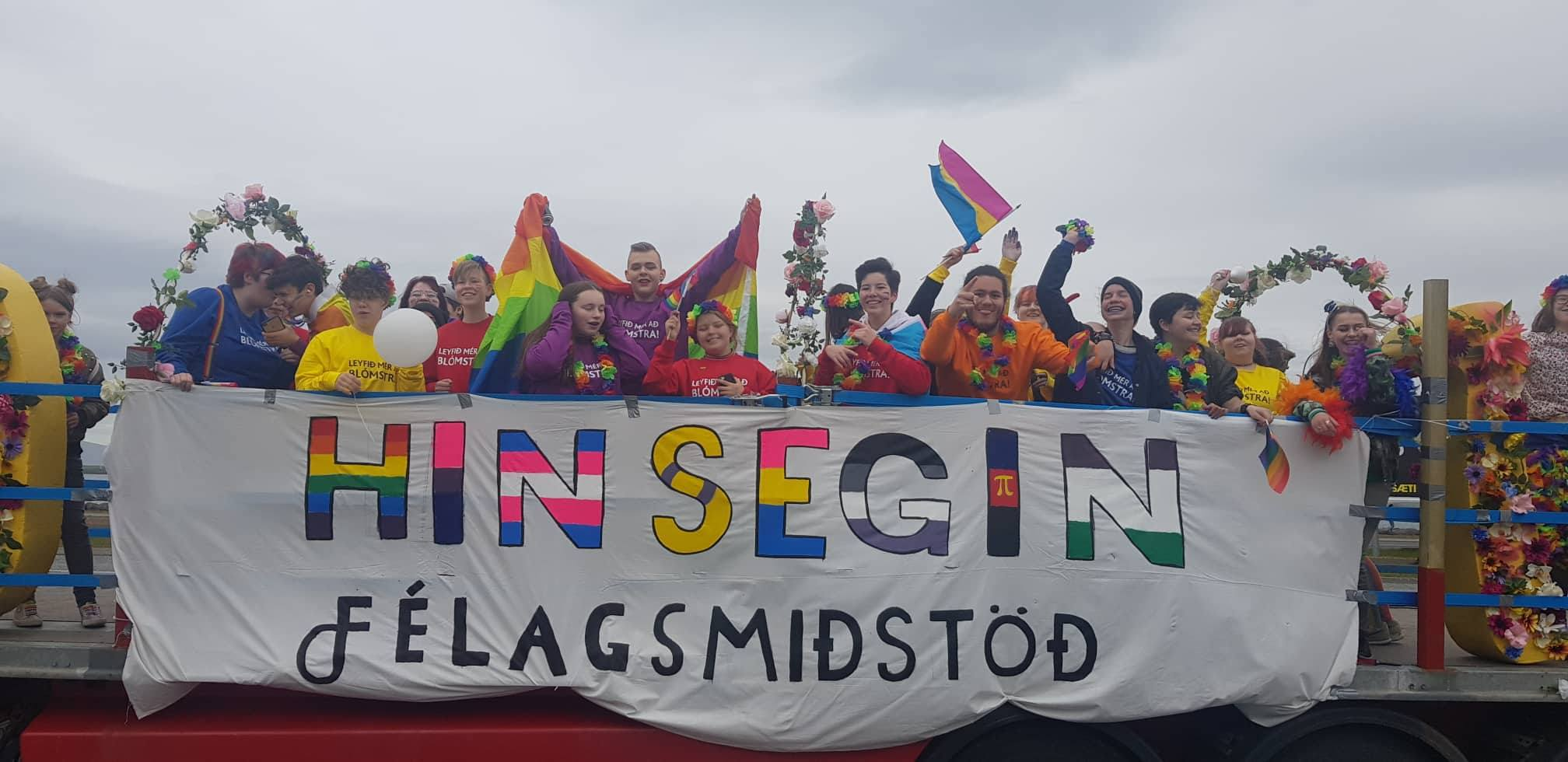
Marche des fiertés de Reykjavik 2018. Les lettres du mot Hinsegin ("queer") sont écrites avec, dans l'ordre, les couleurs symbolisant les LGBT, la bisexualité, la transidentité, les personnes intersexes, la pansexualité, l'asexualité, le polyamour et le genderqueer.

Les symboles LGBT sont un ensemble de symboles adopté par les lesbiennes, gays, bisexuels et transgenres comme des éléments d'auto-identification, censés démontrer l'unité, la fierté et les valeurs partagées par ces personnes. De nombreux drapeaux ont notamment été créés depuis 1978 pour représenter les différentes orientations sexuelles, romantiques et identités de genre.

## Triangles

### Triangle rose

#### Durant la Seconde Guerre mondiale

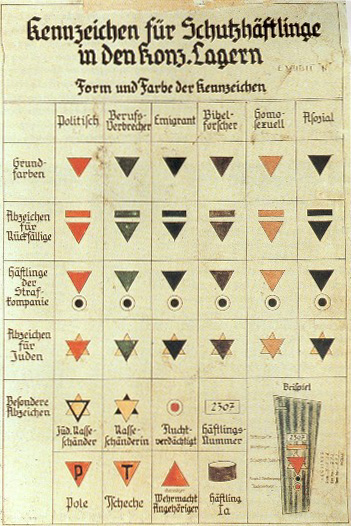
Le triangle rose dans le contexte des autres marquages dans le système concentrationnaire nazi.

Le triangle rose (en allemand : Rosa Winkel) était le symbole utilisé pour « identifier » les homosexuels masculins dans l'univers concentrationnaire nazi.
La déportation des homosexuels par les nazis répondait non pas à une logique de persécution (comme ce fut le cas notamment pour les populations juives ou roms), mais s'inscrivait dans une logique de répression des « indésirables » (asociaux, criminels...) ou des personnes considérées comme dangereuses par le régime en raison de leurs convictions (opposants politiques, Témoins de Jéhovah...). Étaient généralement déportés les homosexuels condamnés pénalement deux fois, dont une fois au moins au titre du paragraphe 175.
Appartenant donc à la plus basse caste du camp, les travaux les plus pénibles et les tortures les plus dégradantes et les plus douloureuses leur étaient réservés. Ils étaient aussi les cobayes préférés des nazis pour des expériences scientifiques : sur l'étude du paludisme, du typhus, de la stérilisation féminine, de la castration, ou encore des injections d'hormones synthétiques dans l'aine droite afin d'obtenir, en principe, une inversion des tendances de l'individu.

#### Après la Seconde Guerre mondiale

Le triangle rose, symbole des hommes homosexuels par le régime nazi, est récupéré comme symbole du mouvement LGBT dans les années 1970.

Vers la fin des années 1970, le triangle rose est adopté comme symbole du mouvement pour les droits LGBT. Certains universitaires relient la récupération de ce symbole avec la publication, au début des années 1970, du mémoire Les Hommes avec le triangle rose par Heinz Hegerpar, survivant des camps de concentration nazis,.
Le triangle rose est la base du design de l'Homomonument à Amsterdam, le mémorial de l'holocauste des gays et lesbiennes à Sydney, le parc des Triangles roses dans le quartier Le Castro de San Francisco. C'est aussi la base du design des souvenirs LGBT à Barcelone et à Sitges. ACT UP a adopté un triangle rose inversé avec le slogan « Silence = Mort » comme son logo peu de temps après sa formation en 1987.

### Triangle noir

Marquage nazi pour les lesbiennes.

Dans l'univers concentrationnaire nazi, le triangle noir était le symbole utilisé pour marquer les prisonniers des camps qui étaient considérés par ce régime comme « socialement inadaptés » (« Asozial » en allemand). Il est à rapprocher du triangle rose, que portaient dans les camps les hommes homosexuels condamnés en vertu du paragraphe 175.
Catégorie au nom très flou, elle regroupait divers sous-groupes d'individus que les nazis avaient, dans leur obsession de la catégorisation, du mal à délimiter. C'est-à-dire, toutes les personnes qui, pour une raison ou une autre, se trouvaient en marge du système ou qui avaient un choix de vie contraire aux valeurs idéologiques des nazis, comme les lesbiennes.
Les lesbiennes étaient donc assimilées à celles-ci, vu qu'elles n'entraient pas dans les canons du système de pensée nazi sur la famille, qui était patriarcal et hétéro-normatif.
L'appareil légal allemand ne comportait pas de délit de lesbianisme, car il n'entrait pas dans le cadre du paragraphe 175. Il était donc impossible de condamner pénalement une femme en vertu de ce motif dans ce pays. Mais il était bien entendu possible pour un système fonctionnant sur la délation, de la condamner ou de la déporter sous un autre prétexte. Toutefois, le code pénal autrichien comportait un article spécifique réprimant et condamnant les relations entre femmes - cet article resta en vigueur après l'Anschluss en 1938.

### Triangle bleu et rose

Triangles rose et bleu, représentant la bisexualité.

Le premier drapeau de la fierté bisexuelle, dévoilé le 5 septembre 1998, a pour but de donner plus de visibilité aux personnes bisexuelles, pourtant présentes depuis les débuts du mouvement LGBT. Elles ne bénéficient pas non plus de symboles forts.
Le drapeau reprend les couleurs du triangle bleu et rose. Son créateur, Michael Page, explique[Où ?] : « Pour bien comprendre le symbolisme de ce drapeau, il faut savoir que la subtilité réside dans le fait que la couleur lavande se fond de façon imperceptible dans les deux autres couleurs, rappelant que dans la réalité aussi, les personnes bisexuelles se mêlent imperceptiblement dans les communautés homosexuelles et hétérosexuelles, ce qui est la cause de leur manque de visibilité. »

## Drapeaux

### Drapeau arc-en-ciel (1978)

Drapeau arc-en-ciel.

Le drapeau doit son origine à l'artiste Gilbert Baker de San Francisco qui s'inspire des symboles propres au mouvement hippie et du drapeau à cinq couleurs utilisé par les groupes pour la défense des droits des Noirs. Il conçoit le drapeau arc-en-ciel pour répondre aux besoins de la communauté LGBT qui désire un symbole identitaire, notamment à la demande de son ami Harvey Milk, homme politique américain ouvertement homosexuel.
À l'origine, les drapeaux comportaient huit couleurs différentes : le rose (représentant la sexualité), le rouge (la vie), l'orange (le soin), le jaune (le soleil), le vert (la nature), le turquoise (l'art), l'indigo (harmonie) et le violet (l'esprit).
Ces drapeaux à huit couleurs ont été utilisés pour la première fois en 1978 lors du défilé de la journée de liberté gay et lesbienne de San Francisco. L'année suivante, pour le défilé de 1979, Baker demande à une entreprise de San Francisco de produire en série des drapeaux arc-en-ciel. Cependant, certaines couleurs n'étant pas disponibles, le rose vif et le turquoise sont éliminés et le bleu royal remplace l'indigo.
Le drapeau arc-en-ciel compte, depuis, six couleurs symbolisant les différents aspects de la communauté : le rouge pour la vie, l'orange pour le réconfort, le jaune pour le soleil, le vert pour la nature, le bleu pour l'art et le violet pour la spiritualité.

En 2017, les organisateurs de la marche des fiertés de Seattle reprennent le drapeau arc-en-ciel traditionnel de 1978 et le surmontent de trois bandes blanche, rose et bleue pour représenter la transidentité, ainsi que deux bandes marron et noires pour symboliser les personnes queer racisées et l'antiracisme. En 2018, l'activiste non binaire Daniel Quasar améliore le design, critiqué pour son manque de visibilité, en disposant les nouvelles bandes en triangle. Ce drapeau, dont le design est publié sous licence creative commons et facilement réutilisable, rencontre rapidement du succès. En 2021, ce drapeau est à nouveau enrichi par l'ajout du symbole et des couleurs des personnes intersexe, par l'action de Intersex Equality Rights UK.

Évolution du design du drapeau arc-en-ciel
Le drapeau initial de juin 1978 créé par Gilbert Baker avec huit couleurs.
Version la plus connue du drapeau, à six couleurs.
Drapeau arc-en-ciel incluant les couleurs de la transidentité et des personnes racisées, créé en 2018 par Daniel Quasar.
Drapeau des fiertés LGBT+, incluant le drapeau intersexe (rond violet sur fond doré), le drapeau transgenre, ainsi que deux bandes marron et noire symbolisant l'antiracisme (2021).

Le drapeau arc-en-ciel est rapidement devenu le symbole reconnu de la fierté LGBTQIA+ et de sa diversité. Il est également appelé « drapeau des fiertés ». Il s'impose vraiment à partir de 1994 comme symbole de la communauté LGBT.

Exemples d'utilisation du drapeau arc-en-ciel
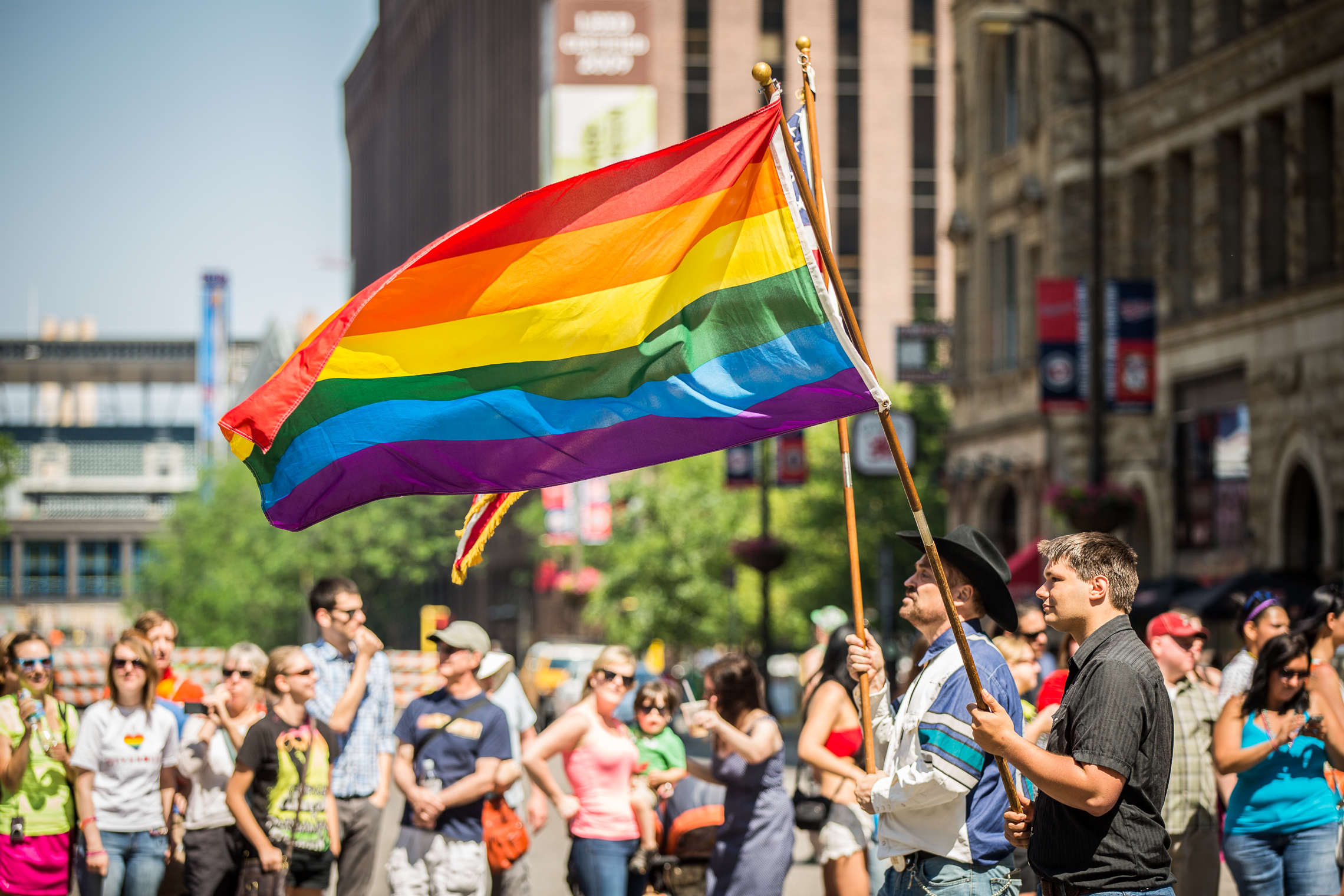
Le drapeau arc-en-ciel à la marche des fiertés de Minneapolis aux États-Unis en 2013.
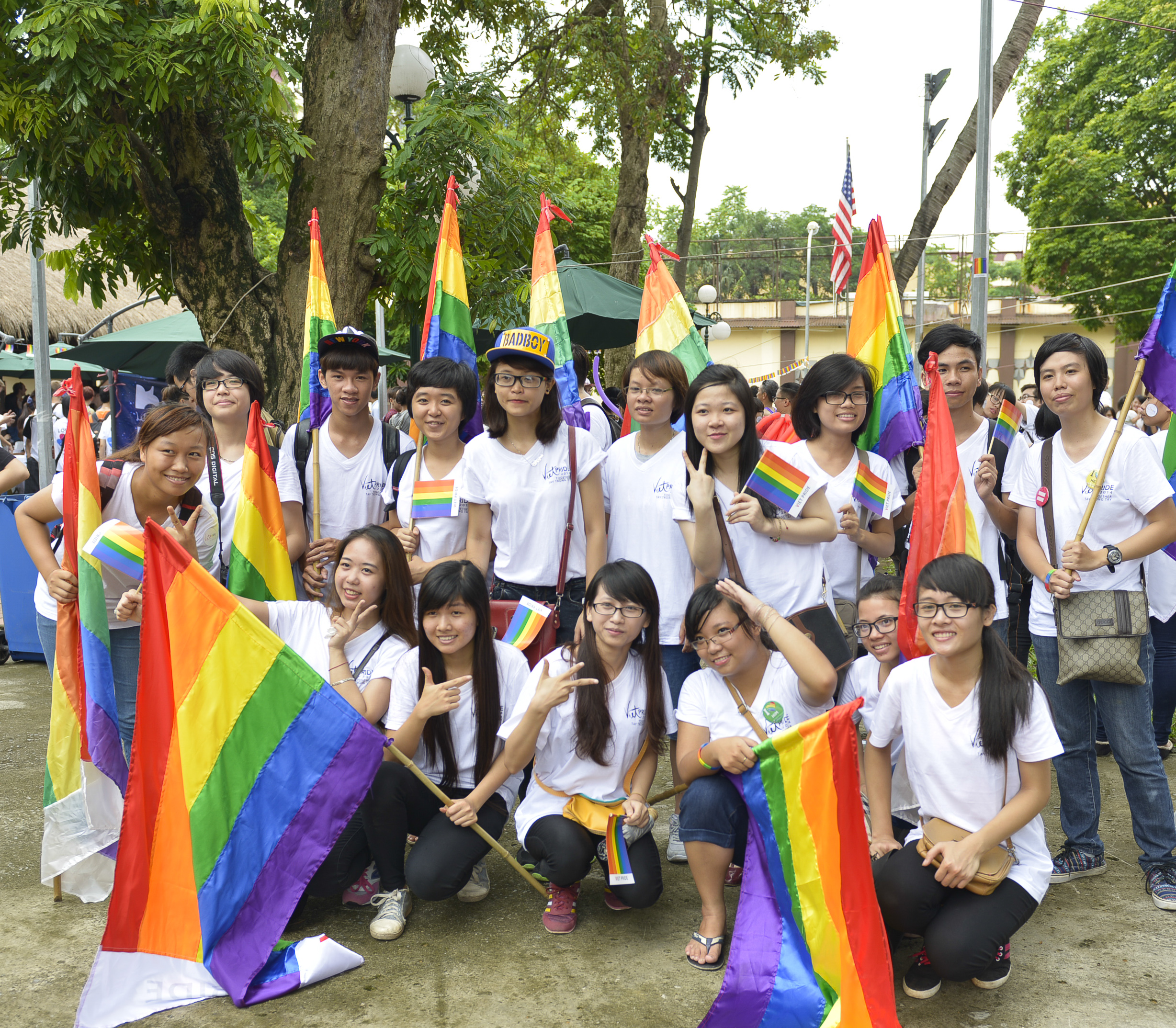
Drapeaux arc-en-ciel à Hanoi au Viêt Nam en 2014.
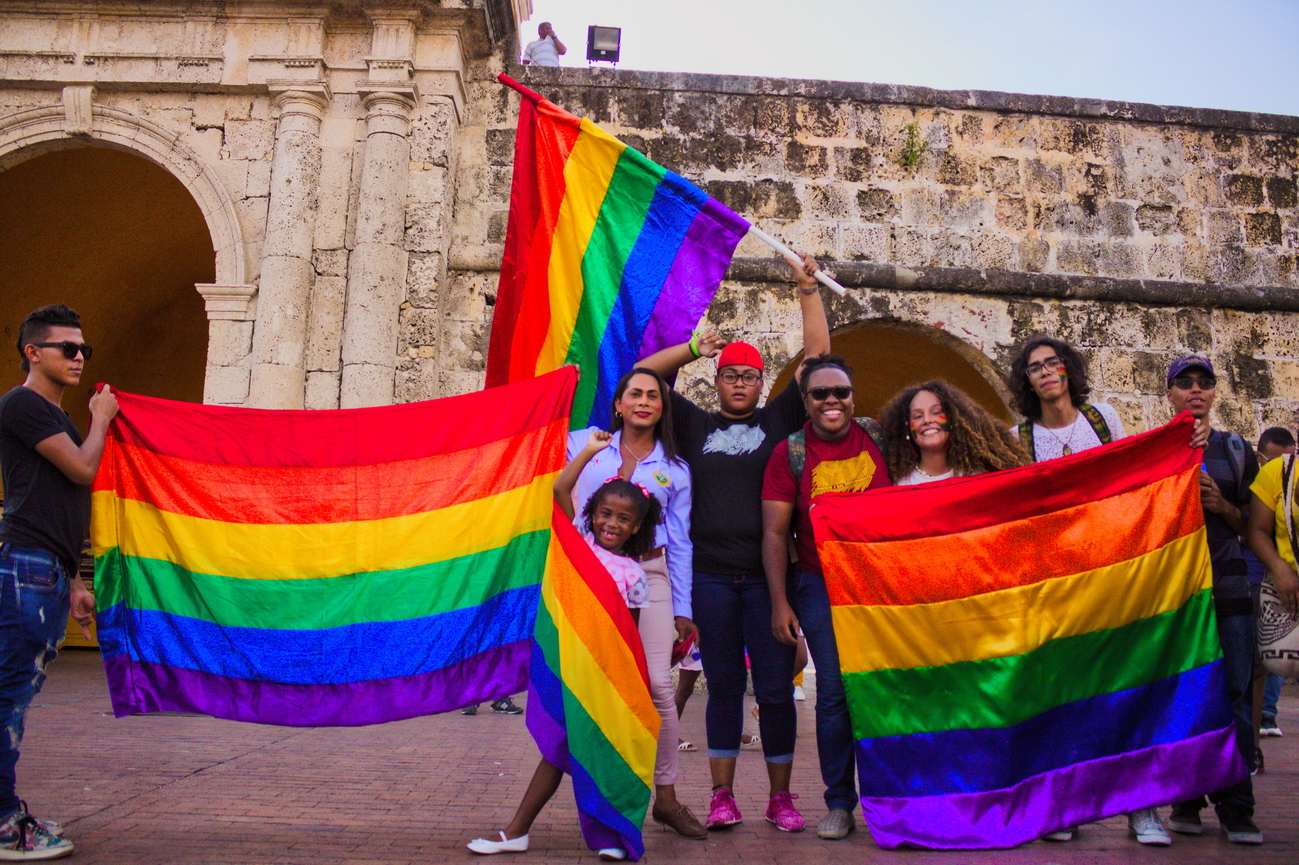
Drapeaux arc-en-ciel à Carthagène des Indes en Colombie en 2019.
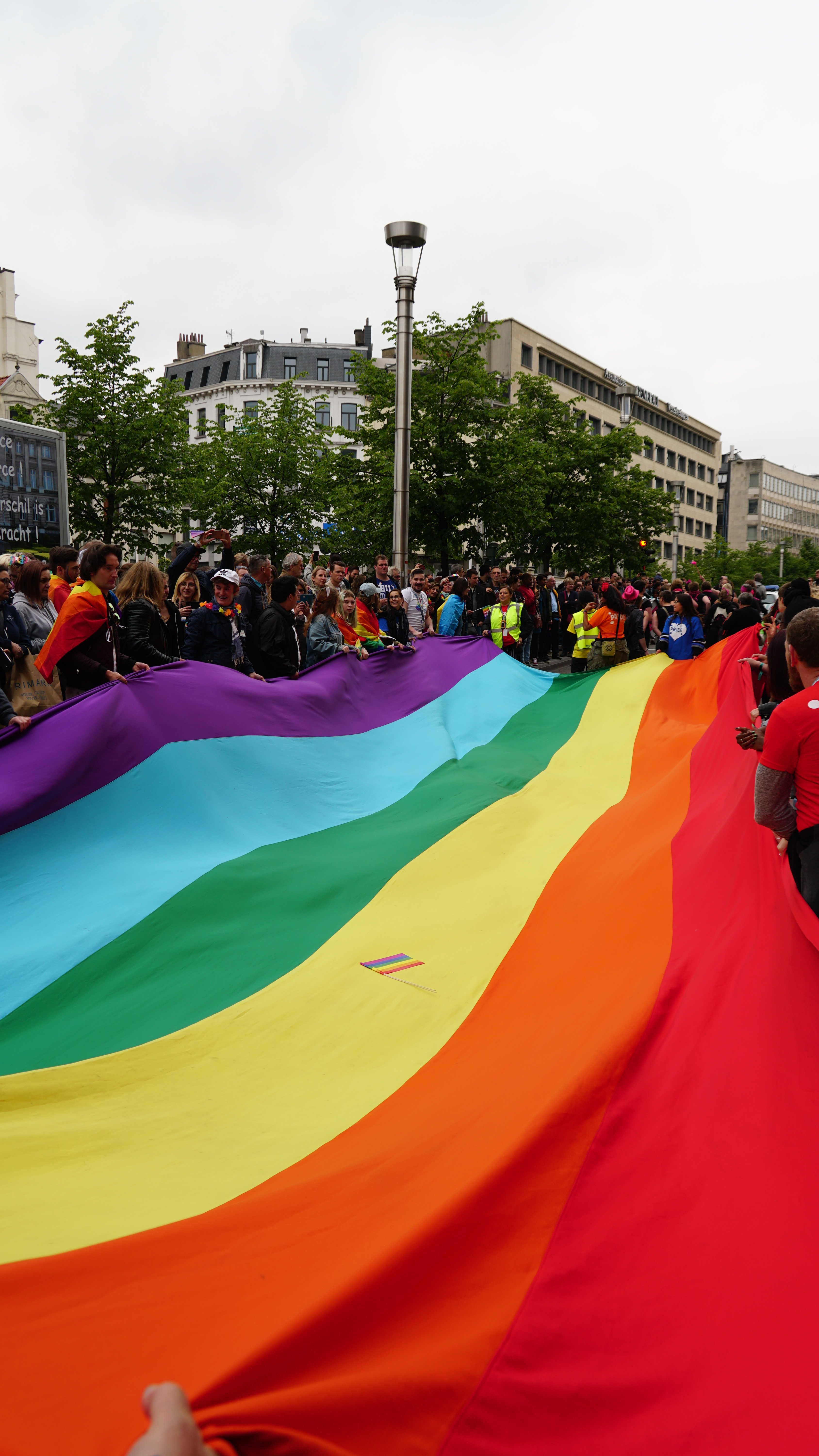
Drapeau arc-en-ciel géant déployé lors de la marche des fiertés de Bruxelles en Belgique en 2018.
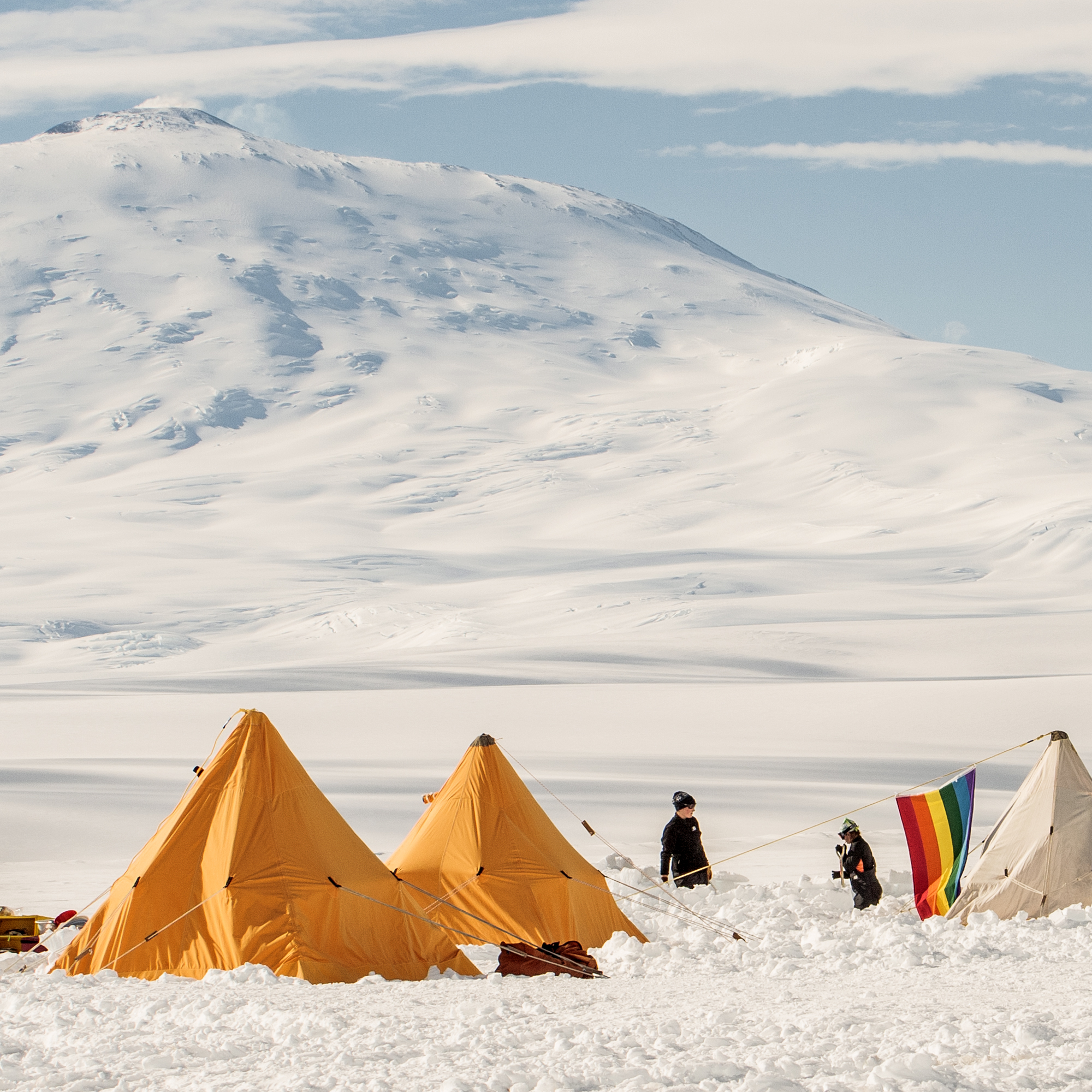
Le drapeau arc-en-ciel en Antarctique, au pied du mont Erebus, en 2008.
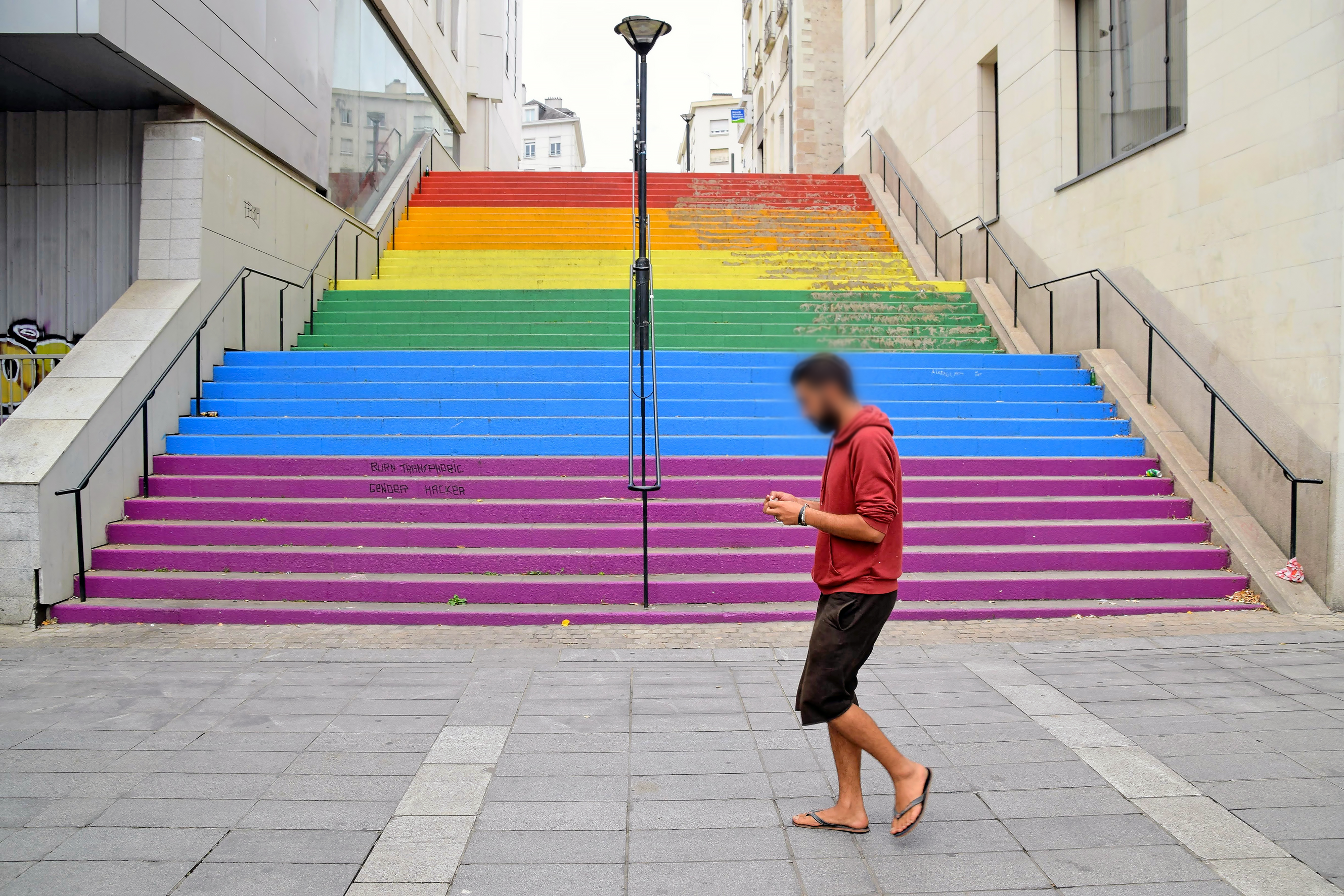
Escalier aux couleurs du drapeau arc-en-ciel à Nantes en France (2020).
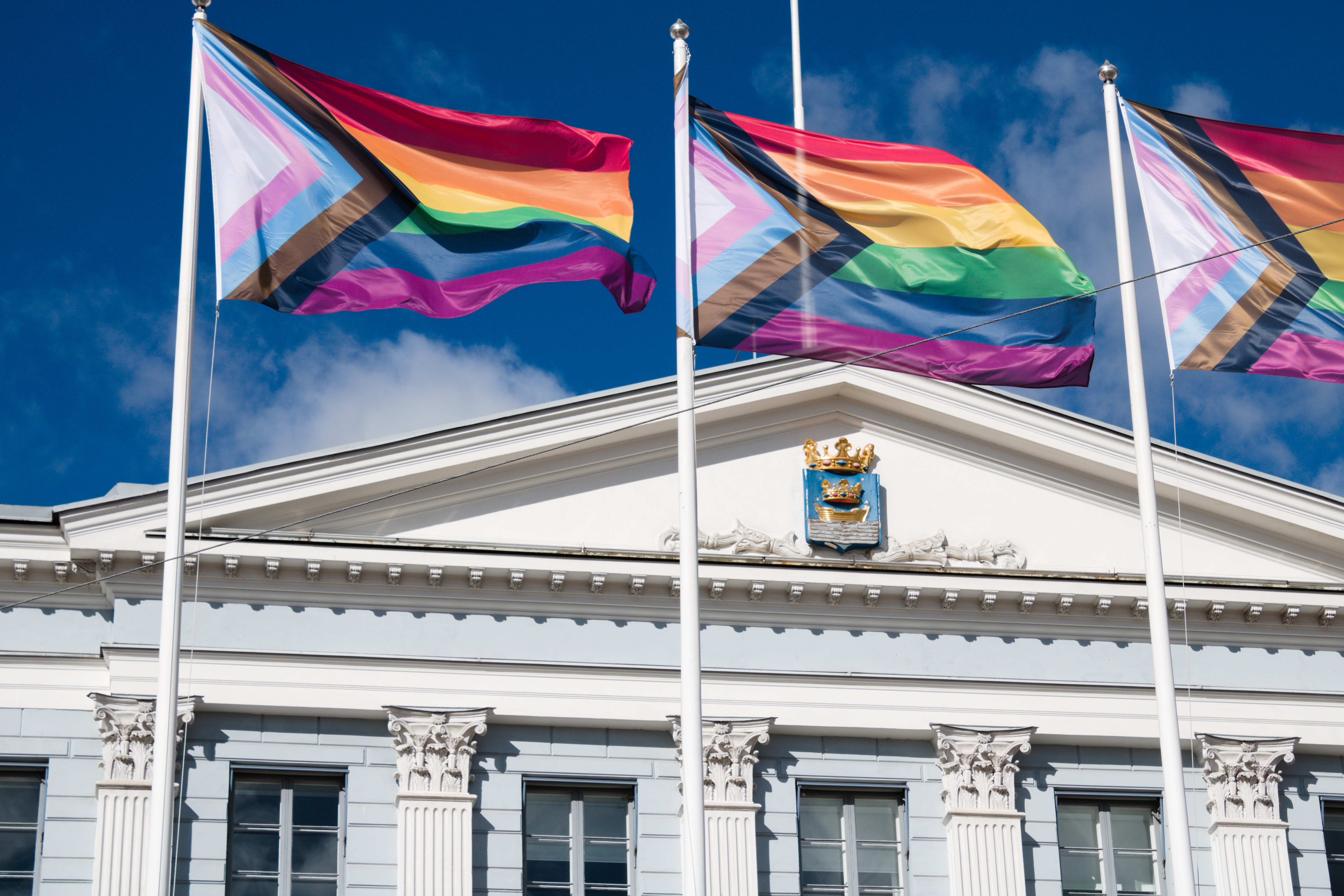
Drapeaux arc-en-ciel "Progress Pride Flag" devant l'hôtel de ville d'Helsinki en Finlande en septembre 2020.

### Drapeau bisexuel

Le drapeau de la fierté bisexuelle créé par Michael Page en 1998.

Pour plus de visibilité et pour créer un symbole pour le rassemblement de la communauté bisexuelle, Michael Page a créé le drapeau de la fierté bisexuelle en 1998, sur le modèle du drapeau arc-en-ciel, afin d'accroître la visibilité des bisexuels au sein de la communauté LGBT.
Le magenta représente l'attirance envers une personne de même sexe. Le bleu royal représente l'attirance pour le sexe opposé. La couleur lavande représente la combinaison des deux. L'idée maîtresse du drapeau bi est que la couleur bi (lavande) est à peine perceptible dans les couleurs homo et hétéro (magenta et bleu royal), comme dans la réalité. Celai vient montrer l'invisibilité des bisexuels dans les communautés homosexuelles et hétérosexuelles.

### Drapeaux lesbiens
Il existe différents drapeaux lesbiens. Le drapeau de la fierté lesbienne arc-en-ciel est composé de deux symboles de Vénus imbriqués (également appelé symbole sexuel féminin), placés contre les barres du drapeau arc-en-ciel de la fierté gay. Le drapeau de fierté des lesbiennes dites « lesbiennes et féministes », créé en 1999, est composé d'un fond violet au centre du triangle noir inversé (symbole dont les nazis ont marqué les lesbiennes) et du labrys. Le drapeau de fierté des lesbiennes lipstick est créé en 2010, il se veut représentatif des lesbiennes dont l'expression de genre est dite féminine (apparence, comportement, vêtements, maquillage, etc.).
En 2018, est créé un nouveau drapeau de fierté lesbienne afin de le rendre plus inclusif pour les butchs et les lesbiennes transgenres. Ce drapeau compte depuis cinq couleurs symbolisant, de haut en bas, la féminité transgressive, la communauté, la non-conformité de genre, la liberté et l'amour.

Drapeau arc-en-ciel de fierté lesbienne.
Drapeau de fierté des lesbiennes féministes.
Drapeau de fierté lipstick lesbienne.
Drapeau lipstick lesbienne sans lèvres.
Drapeau de fierté lesbienne créé en 2018.

### Drapeau gay masculin

Drapeau de la fierté gay masculine proposé en 2019.

Pendant de nombreuses années, les hommes gays ont utilisé le drapeau arc-en-ciel. Toutefois, la signification de ce dernier s'est élargie pour représenter l'ensemble des identités LGBT+ et en 2019, un utilisateur de Tumblr a proposé un drapeau spécifique aux hommes gays. Il a été modifié à plusieurs reprises afin d'inclure les hommes trans et les personnes non binaires. Composé de six bandes de couleur allant du vert au violet, en passant par le blanc, il s'inspire directement du drapeau lesbien.

### Drapeau pansexuel

Le drapeau de la fierté pansexuelle, créé aux alentours de 2010.

Le drapeau pansexuel est créé en 2010 sur le réseau Instagram. Composé de trois couleurs, le rose symbolise l'attraction envers les femmes et la féminité, le jaune l'attirance envers les personnes agenre, non-binaires et genderqueers, tandis que le bleu désigne l'attirance envers les hommes ou la masculinité.

### Drapeau ace/asexuel

Le drapeau de la fierté asexuelle.

Le drapeau asexuel est apparu en 2010 à la suite d'une campagne du Réseau pour l'éducation et la visibilité de l'asexualité (Asexual Visibility and Education Network - AVEN).
Le noir représente l'asexualité, le gris la demisexualité et la grey-sexualité, le blanc les partenaires allosexuels (non asexuels), tandis que le violet représente la communauté asexuelle.

### Drapeau intersexe

Drapeau de la fierté intersexe, créé en 2013.

Le drapeau intersexe a été créé par l'Organisation internationale des intersexes - Australie en juin 2013  pour créer un drapeau sans les couleurs genrées : rose et bleu. Les couleurs du fond jaune et du cercle violet sont décrites par les artistes[Qui ?] qui l'ont créé comme « hermaphrodites »[réf. nécessaire], c'est-à-dire n'empruntant pas forcément aux codes binaires comme le ferait une identité de genre androgyne, mais étant indépendantes et valides dans leur individualité, à l'image des personnes intersexes qui présentent généralement une absence de plusieurs caractéristiques physiques « typiques » des genres masculins ou féminins, ou au contraire une combinaison inédite de caractéristiques physiques.
Le violet est un mélange de bleu et de rose, tandis que le jaune, troisième couleur primaire, ne contient pas ces derniers.

### Drapeau transgenre

Drapeau de la fierté trans créé par Monica Helms en 1999.

Plusieurs drapeaux ont été inventés pour représenter la transidentité. Le plus répandu est le drapeau créé par Monica Helms en 1999. Il a été montré pour la première fois durant la marche des fiertés de Phoenix, en Arizona en 2000, et est devenu très populaire au fil des années. Les bandes bleu clair sont associées à la couleur traditionnelle des garçons, les bandes roses ont la couleur traditionnelle des filles. Le blanc représente les personnes intersexes ou les personnes qui ont un genre neutre ou indéfini. Le drapeau est composé de manière que peu importe le sens dans lequel il est montré, il est toujours lisible, symbolisant ainsi la validité, la justesse et la légitimité des personnes trans.

### Drapeaugenderqueer

Drapeau de la fierté en.

Aussi appelée genderqueer, cette identité de genre est plutôt considérée comme un terme ombrelle, englobant toutes sortes d'identités sous la définition de la non-binarité de genre, c'est-à-dire, ne pas s'identifier à un genre binaire, à savoir : homme ou femme. Les couleurs se veulent représentatives des identités non-binaires, le violet lavande (qui est un mélange de bleu et de rose) représente les individus qui s'identifient à la fois comme hommes et comme femmes, totalement ou partiellement, le blanc représente les personnes agenres, et le vert représente les personnes dont le genre est « autre ».

#### Drapeau genderfluid

Drapeau de la fierté genderfluid, créé par JJ Pole.

En français fluide dans le genre, indique un genre changeant dans le temps entre plusieurs identités. Lorsque l'intensité avec laquelle la personne s'identifie à un genre varie, on peut décrire l'identité comme étant également genderflux, au genre fluctuant. Le drapeau est composé, de haut en bas, d'une bande rose symbolisant le genre féminin, d'une bande blanche symbolisant le genre neutre, d'une bande violette symbolisant la non-binarité de genre, d'une bande noire symbolisant l'identité agenre et d'une bande bleue pour le genre masculin.

#### Drapeau polygenre

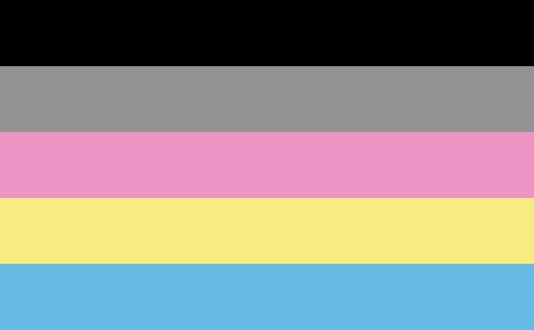
Drapeau polygenre.

Les personnes polygenres peuvent également s'identifier comme bigenres, trigenres, etc., suivant le nombre de genres auxquels elles s'identifient.

#### Drapeaux demigenres
Les personnes demigenres s'identifient partiellement à l'un des genres masculins, féminins, ou autres, mais pas de manière complète.

##### Demigarçon

Drapeau de fierté demiboy.

En anglais demiboy, s'identifie partiellement à un homme. Le drapeau demigarçon est constitué de bandes gris foncé vers l'extérieur, de bandes plus claires vers l'intérieur, puis de bandes bleu clair et d'une bande blanche centrale, ce qui symbolise la neutralité de genre dans cette identité mais aussi l'appartenance en partie au genre masculin.

##### Demifille
En anglais demigirl, s'identifie partiellement à une femme. Le drapeau demifille est constitué de bandes gris foncé vers l'extérieur, de bandes plus claires vers l'intérieur, puis de bandes rose clair et d'une bande blanche centrale, ce qui symbolise la neutralité de genre dans cette identité mais aussi l'appartenance en partie au genre féminin.

#### Drapeau agenre

Drapeau de fierté agenre.

Appelé par certains genre neutrois, signifie la non-appartenance à un genre en particulier, ou alors le refus de s'identifier d'une quelconque manière. Il est défini par des bandes noires extérieures, puis des bandes grises vers l'intérieur, qui symbolisent l'absence de genre, puis deux bandes blanches entourant une bande centrale vert clair, qui désignent respectivement la neutralité de genre et le sentiment d'appartenance à un genre « autre ».

## Drapeaux de sous-cultures

### Drapeau bear

Drapeau bear.

Le drapeau bear est apparu en 1992 afin de donner un emblème spécifique à la communauté. Il est composé de sept bandes de couleur : marron, brun clair, blond, beige, blanc, gris, noir. Pour certains[Qui ?], chaque bande représente une teinte de couleur de peau humaine ainsi qu'une teinte naturelle de cheveu, l'idée étant de représenter symboliquement la totalité du genre humain. Pour d'autres[Qui ?], les couleurs représentent celles des ours plantigrades. Une patte noire d'ours stylisée (avec ou sans griffe selon la version) dans le coin supérieur gauche achève l'ensemble. Certains[Qui ?] disent que cette patte d'ours fut introduite en 2005, lors de l'élection du pape Benoît XVI, par un militant chef de file LGBT catholique. En effet, l'ours est un des symboles présents sur les armoiries de Benoît XVI. Ce drapeau est utilisé au sein de la communauté pour désigner les personnes préférant avoir un/une partenaire poilu/e.

### Drapeau cuir

Le Drapeau cuir.

Imaginé par Tony DeBlase en 1989, le drapeau cuir symbolise la communauté cuir et BDSM, homosexuelle ou non. Il se compose de neuf bandes de couleur horizontales, alternativement bleues et noires, la bande centrale étant blanche. Un cœur rouge dans le coin gauche supérieur orne l'emblème.
L'auteur s'est toujours refusé à donner une signification quant au choix des couleurs et de leur disposition. Il préfère que chacun se construise sa propre représentation quant à leur signification.

## Autres symboles

### Double croissant

Le « double croissant » bisexuel.

Le « double croissant » bisexuel représente deux lunes opposées et tangentes en un point. Utilisé essentiellement en Allemagne, il a été conçu en 1998 par Vivian Wagner avec l'assistance d'une équipe, afin d'offrir un autre symbole que le triangle rose, peu apprécié à cause de son lien avec la déportation des homosexuels sous le régime nazi.

### Lambda

Un symbole lambda.

Le symbole a été choisi par les militants homosexuels Alliance de New York en 1970. Le GAA a été un groupe qui s'est détaché de plus le Front de libération gay à la fin de 1969, six mois seulement après sa fondation en réponse aux émeutes de Stonewall.
En raison de son adoption officielle par le GAA, qui a parrainé des événements publics pour la communauté gay, le lambda est rapidement devenu un moyen rapide pour les membres de la communauté gay pour identifier les uns des autres. Le raisonnement était que le lambda pourrait facilement être pris pour un symbole de la fraternité des collèges et ignoré par la majorité de la population. Le siège GAA a été incendié par un pyromane, détruisant non seulement le bâtiment mais tous les dossiers de l'organisation, et le mouvement ne s'est jamais remis de la perte. Le symbole, cependant, a survécu.
Simplement, la lettre grecque « L » est synonyme de « libération ». Les Spartiates grec ont estimé que le lambda représentait l'unité. Les Romains l'ont pris en ce sens : « la lumière des connaissances brille dans les ténèbres de l'ignorance. »
Ce symbole est aujourd'hui très courant pour les mouvements LGBT. Même si à un moment il a acquis une connotation strictement masculine, il est utilisé à la fois par les gays et les lesbiennes d'aujourd'hui. Retour en décembre de 1974, le lambda a été officiellement déclaré le symbole international pour les droits des homosexuels et des lesbiennes par le congrès Gay Rights International d'Édimbourg, en Écosse.

### Labrys

Labrys comme symbole moderne.

Le labrys a été le symbole des femmes dans les années 1970 pour un certain nombre de lesbiennes et d'organisations féministes. Sa popularité a augmenté lorsque des articles sur ses origines ont été publiés dans la littérature féministe de l'époque. Aujourd'hui, le labrys a été remplacé par d'autres symboles, mais on peut encore voir orner les bijoux et les magasins spécialisés de femmes.

### Symbole de la bisexualité en Australie
Un symbole qui a été adopté en Australie par le mouvement bisexuel est le symbole yin et yang combiné avec le symbole bisexuel. Le South Australian Bisexual Network a été créé en novembre 1992 et a développé le symbole l'année suivante pour l'utiliser sur son matériel militant.

### Main pourpre
La main pourpre n'a pas duré longtemps. L'histoire raconte que, dans les années 1970, un groupe de personnes ont pris d'assaut le bureau du San Francisco Examiner pour protester contre un éditorial homophobe et a mis des empreintes de mains pourpres partout sur le bâtiment. Inspiré par le New York des gangs mafieux « La Main noire», certains militants ont tenté d'utiliser la main « pourpre » comme un symbole gay et lesbien.

### Requin peluche
En 2020, une peluche de requin commercialisée par Ikea sous le nom de Blåhaj est devenue un symbole pour les personnes trans.